# Чачча

Ча

ਚ [t͡ʃat͡ʃt͡ʃaː] — одиннадцатая буква алфавита гурмукхи, которая обозначает:
- глухую постальвеолярную аффрикату /t͡ʃ/ (на конце слова, в сочетании с символами для обозначения гласных)

Примеры:
ਵਿੱਚ [vit͡ʃt͡ʃ] — в (послелог)
ਚਾਚੀ [t͡ʃaːt͡ʃiː] — тётя
- сочетание этого согласного (/t͡ʃ/) с кратким гласным /a/ (при отсутствии других символов для обозначения гласных)

Примеры:
ਚੱਲਣਾ [t͡ʃalɳaː] — идти, двигаться